# Brooke Sweat
Brooke Sweat (* 27. März als Brooke Youngquist 1986 in Fort Myers) ist eine US-amerikanische Beachvolleyballspielerin.

## Karriere
Sweat spielte während ihrer Ausbildung an der Florida Gulf Coast University zunächst Volleyball. 2007 begann sie mit dem Beachvolleyball. Bis 2008 spielte sie ihre ersten Turniere der AVP-Tour mit Kristy Hartley. 2009 war zunächst Morgan Flarity an ihrer Seite, bevor sie am Ende der Saison mit Kristen Batt antrat. Bei den Åland Open 2009 nahm Sweat mit Tealle Hunkus erstmals an einem Turnier der FIVB World Tour teil. 2010 war sie in der amerikanischen Turnierserie jedoch wieder mit Batt unterwegs.

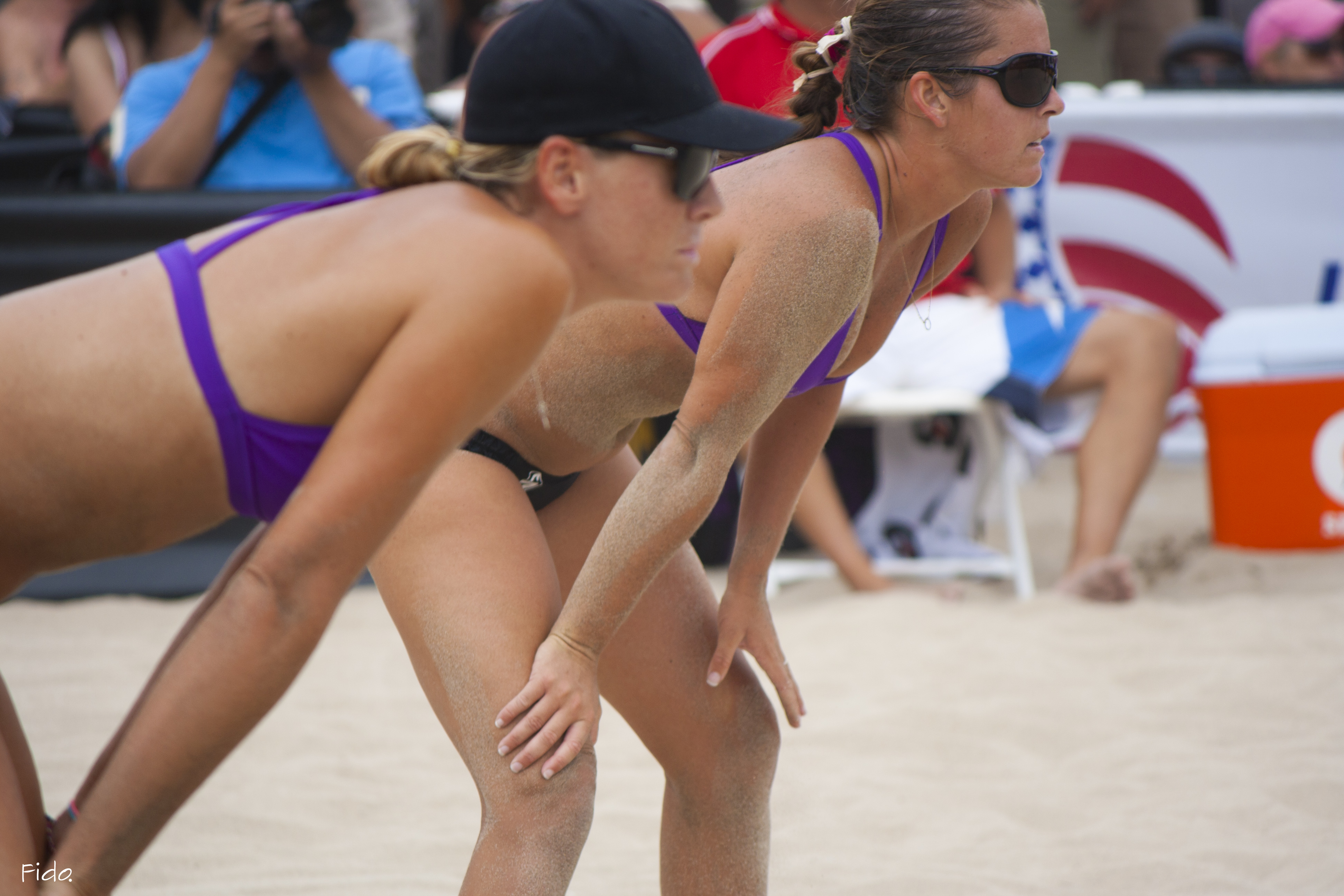
Sweat und Fopma in Hermosa Beach 2012

2012 bildete Sweat ein neues Duo mit Jennifer Fopma. Fopma/Sweat nahmen in Gstaad erstmals an einem Grand Slam teil. 2013 gelangen ihnen auf der Continental Tour ein Turniersieg und ein dritter Rang. Nach zwei 17. Plätzen in China wurden sie beim Grand Slam in Rom Neunte. Bei der WM in Stare Jabłonki erreichten Fopma/Sweat die Hauptrunde, wo sie gegen die US-Amerikanerinnen Fendrick/Hochevar ausschieden. Von 2014 bis 2016 spielte Sweat zusammen mit Lauren Fendrick, mit der sie auch an den Olympischen Spielen in Rio de Janeiro teilnahm. Von 2017 bis Anfang 2018 bildete Sweat mit Summer Ross ein Duo. Von Ende 2018 bis Mitte 2021 war Kerri Walsh Sweats Partnerin, mit der sie die Teilnahme an den Olympischen Spielen in Tokio knapp verpasste.